# Сереново
Сереново — село в Ярославском районе Ярославской области России. Входит в состав Кузнечихинского сельского поселения.

## География
Расположено в 3 км на восток от центра поселения деревни Кузнечиха и в 5 км на северо-восток от Ярославля.

## История
Церковь в селе существовала с 1797 года и заключала в себе три престола: св. вмч. Парасковии, св. и чуд. Николая и Знамения Божией Матери.
В конце XIX — начале XX века село являлось центром Сереновской волости Ярославского уезда Ярославской губернии.
С 1929 года село являлось центром Сереновского сельсовета Ярославского района, с 1954 года — в составе Кузнечихинского сельсовета, с 2005 года — в составе Кузнечихинского сельского поселения.

## Население
| 1859 | 1914 | 2007 | 2010 |
| ---- | ---- | ---- | ---- |
| 16   | ↗274 | ↘7   | ↘0   |

## Достопримечательности
В селе расположены остатки Церкви Параскевы Пятницы (1797), памятник воинам Великой Отечественной войны.